# Peștera (Sălașu de Sus), Hunedoara
Peștera este un sat în comuna Sălașu de Sus din județul Hunedoara, Transilvania, România.